# Buxton
Buxton este un oraș și o stațiune balneoclimaterică în comitatul Derbyshire, regiunea East Midlands, Anglia. Orașul se află în districtul High Peak.
1. ↑  , Wikipedia în esperanto https://www.citypopulation.de/en/uk/eastmidlands/derbyshire/E63001599__buxton Lipsește sau este vid: |title= (ajutor)